# باب الجنيق
باب الجنيق أحد أبواب مدينة دمشق القديمة - سوريا

## الموقع
يقع بين باب السلام وباب توما، وكانت عنده كنيسة حولت إلى جامع، أُقفل الباب ومع ذلك ما زالت بعض آثاره على جدار سور دمشق ظاهرة للعيان ولا سيما القوس التي كانت تعلو الباب.

## الجهة الشمالية للسور
ويلاحظ أن عدد أبواب مدينة دمشق في الجهة الشمالية أكثر منه في الجهات الأخرى، لعدم إمكان توقع هجوم من هذه الجهة وذلك بسبب الحماية التي توفرها فروع نهر بردى وقنوات المياه (بردى وفروعه العقرباني والدعياني) إضافة لصعوبة التضاريس الناتجة عن سفوح جبل قاسيون.